# Isuzu (incrociatore)
Lo Isuzu fu un incrociatore leggero della marina imperiale giapponese, seconda unità della classe Nagara; il nome, in ossequio alle convenzioni navali giapponesi dell'epoca, deriva dal fiume Isuzu . Entrata in servizio nel 1923, partecipò alla seconda guerra mondiale sul fronte del Pacifico.

## Servizio
L'Isuzu venne completato e poi venne impiegato nel pattugliamento del fiume Yang Tze Kiang; impegnato nella guerra con la Cina, partecipò alla battaglia di Shanghai. tra i suoi comandanti, dal 20 aprile al 28 dicembre 1928, il capitano Isoroku Yamamoto. Venne poi, come le altre unità della sua classe, impiegato come conduttore di flottiglia per i cacciatorpediniere, pur essendo abbastanza vecchio allo scoppio della seconda guerra mondiale. Fu affondato il 7 aprile 1945 dai sommergibili statunitensi Charr, Besugo e Gabilan, che lanciarono a più riprese salve di siluri, provocandone l'affondamento e la morte di 190 uomini, mentre 450 compreso il capitano Gengo Matsuda si salvarono.